# Moiré des Ibères
Pour les articles homonymes, voir Moiré.
Erebia hispania
Espèce
Statut de conservation UICN

 LC  : Préoccupation mineure
Le Moiré des Ibères (Erebia hispania) est une espèce de lépidoptères de la famille des Nymphalidae, endémique de la Sierra Nevada, en Espagne.

## Systématique
L'espèce Erebia hispania a été décrite par Arthur Gardiner Butler en 1868. 
Le taxon endémique pyrénéen Erebia rondoui Oberthür, 1908 était auparavant traité comme une sous-espèce d’Erebia hispania, mais il est actuellement considéré comme une espèce à part entière.

## Description
L'imago d'Erebia hispania est un papillon de petite taille. Le dessus des ailes a une couleur de fond brun foncé, avec aux ailes antérieures une bande postdiscale rougeâtre contenant près de l'apex un double ocelle noir pupillé de blanc, et s'amincissant au niveau du tornus. Les ailes postérieures portent plusieurs taches postdiscales rougeâtres contenant des ocelles pupillés.
Le revers des ailes antérieures est semblable au dessus en plus clair, tandis que celui des ailes postérieures est orné de gris cendré et de gris brun en bandes alternées.

## Biologie

### Phénologie
L'espèce est univoltine et ses imagos sont visibles de mi-juin à fin août.

### Plantes-hôtes
Les plantes-hôtes sont des graminées, dont Festuca ovina.

## Distribution et biotopes
Cette espèce montagnarde est endémique de la Sierra Nevada, dans le Sud de l'Espagne, où elle fréquente les pentes rocheuses.

## Protection
La collecte de cette espèce est interdite, comme pour tous les insectes en Espagne.